# Hubieho Halloween
Hubieho Halloween, v anglickém originále Hubie Halloween, je  americká filmová komedie. Režisérem filmu je Steven Brill, který jej natočil podle scénáře od Tima Herlihyho a Adama Sandlera. Sandler v něm zároveň ztvárnil hlavní roli. Dále v něm hrají Steve Buscemi, Rob Schneider, Maya Rudolph, Kevin James a další. Natáčení filmu začalo v červenci 2019 v Massachusetts. Skončilo počátkem září. Film byl dne 7. října 2020 uveden na Netflixu.

## Obsazení
| Adam Sandler       | Hubie Dubois                   |
| Kevin James        | seržant Steve Downey           |
| Julie Bowen        | Violet Valentine               |
| Ray Liotta         | pan Landolfa                   |
| Rob Schneider      | Richie Hartman                 |
| June Squibb        | Hubieho matka                  |
| Kenan Thompson     | seržant Blake                  |
| Shaquille O'Neal   | DJ Aurora (hlas: Vivian Nixon) |
| Steve Buscemi      | Walter Lambert                 |
| Maya Rudolph       | paní Mary Hennesseyová         |
| Michael Chiklis    | otec Dave                      |
| Tim Meadows        | pan Lester Hennessey           |
| Karan Brar         | Deli Mike Mundi                |
| George Wallace     | starosta Benson                |
| Noah Schnapp       | Tommy                          |
| Paris Berelc       | Megan                          |
| China Anne McClain | paní Taylorová                 |
| Colin Quinn        | školník                        |
| Kym Whitley        | Louise, místní farmářka        |
| Lavell Crawford    | Dave, místní farmář            |
| Mikey Day          | Axehead                        |
| Blake Clark        | Tayback                        |
| Tyler Crumley      | Adam O'Doyle                   |